# Los Alamitos
Los Alamitos, fundada en 1960, es una ciudad ubicada en el condado de Orange en el estado estadounidense de California. En el año 2000 tenía una población de 11,536 habitantes y una densidad poblacional de 2,354.3 personas por km².

## Geografía
Los Alamitos se encuentra ubicada en las coordenadas 33°48′N 118°4′O / 33.800, -118.067. Según la Oficina del Censo, la ciudad tiene un área total de 4,9 km² (1,9 mi²), de la cual 4,5 km² (1,7 mi²) es tierra y 0 km² (0 mi²) (0%) es agua.

### Localidades adyacentes
El siguiente diagrama muestra a las localidades en un radio de 8 kilómetros (5 mi) de Los Alamitos.

## Demografía
Según la Oficina del Censo en 2000 los ingresos medios por hogar en la localidad eran de $55,286, y los ingresos medios por familia eran $60,767. Los hombres tenían unos ingresos medios de $49,946 frente a los $36,002 para las mujeres. La renta per cápita para la localidad era de $26,014. Alrededor del 5.2% de la población estaban por debajo del umbral de pobreza.